# Moyale (distrikt)
Moyale är ett av Kenyas 71 administrativa distrikt, och ligger i provinsen Östprovinsen. År 1999 hade distriktet 53 479 invånare. Huvudorten är Moyale.